# Vzhodno vojaško okrožje
Vzhodno vojaško okrožje (rusko Восточный военный округ, latinizirano: Vostočnij vojennij okrug) je vojaško okrožje Ruske federacije.
Je eno izmed petih vojaških okrožij Oboroženih sil Ruske federacije, odgovorno predvsem za južnorusko regijo Daljni vzhod. Vzhodno vojaško okrožje je nastalo v okviru ruske vojaške reforme leta 2008 in je bilo ustanovljeno s predsedniškim ukazom št. 1144, podpisanim 20. septembra 2010. Obsegalo je bivše Daljnevzhodno vojaško okrožje, del Sibirskega vojaškega okrožja in Tihooceansko floto. Okrožje je začelo z delovanjem 21. oktobra 2010 pod poveljstvom admirala Konstantina Sidenka.
Vzhodno vojaško okrožje je drugo največje rusko vojaško okrožje po površini. Okrožje sestavlja 111 federalnih subjektov Rusije: Amurska oblast, Burjatija, Čukotka, Judovska avtonomna oblast, Kamčatka, Habarovski okraj, Magadanska oblast, Primorski okraj, Jakutija, Sahalinska oblast, Zabajkalski okraj.
Generalštab je v Habarovsku, trenutni poveljnik (od 5. oktobra 2022) pa je generalpolkovnik Rustam Muradov.

## Enote
- 5. kombinirana armada (generalštab Ussurijsk):
  - 127. motorizirana strelska divizija[3]
  - 57. motorizirana strelska brigada
  - 60. motorizirana strelska brigada
- 29. kombinirana armada (generalštab Čita):
  - 36. gardna motorizirana strelska brigada
- 35. kombinirana armada (generalštab Belogorsk):
  - 38. gardna motorizirana strelska brigada
  - 64. motorizirana strelska brigada
- 36. kombinirana armada (generalštab Ulan-Ude):
  - 5. gardna tankovska brigada
  - 37. gardna motorizirana strelska brigada
- 68. korpus (generalštab Južno-Sahalinsk)[4]
  - 39. gardna motorizirana strelska brigada
- 11. zračna armada (generalštab Rostov na Donu):
  - 303. divizija mešane aviacije (Dzjomgi: Su-35, Uglovoje: MiG-31, Hurba: Su-34, Domba: Su-30, Černigovka in Step: Su-25)
  - 25. divizija zračne obrambe (generalštab Komsomolsk na Amuru)
  - 26. divizija zračne obrambe (generalštab Čita)
  - 53. divizija zračne obrambe (generalštab Jelizovo)
  - 93. divizija zračne obrambe (generalštab Vladivostok)
- Tihooceanska flota (generalštab Vladivostok)